# Johan von Rosenheim

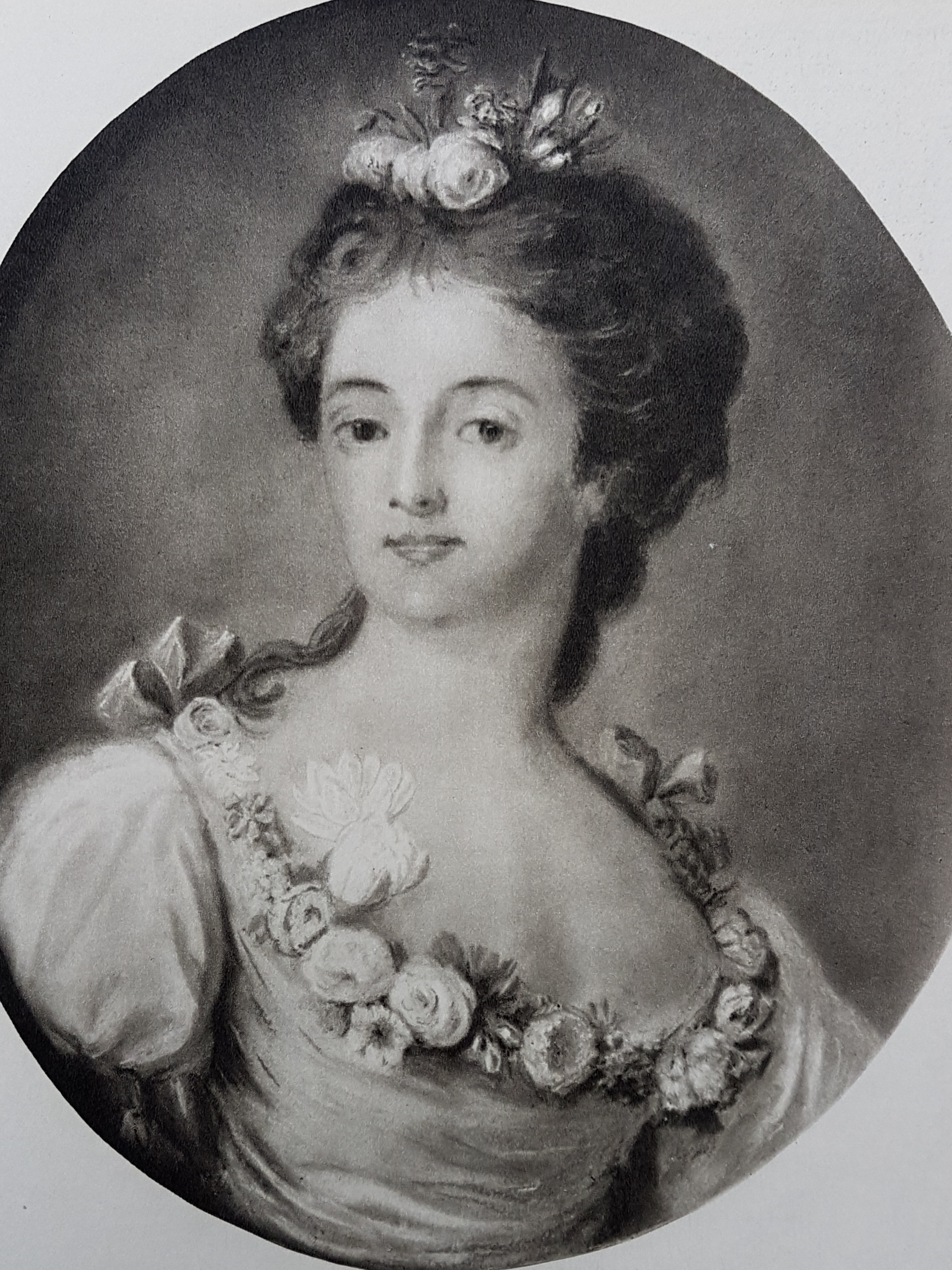
Sophie Hagman porträtterad av Johan von Rosenheim.

Johan von Rosenheim, före 1758 Roselius, född den 4 augusti 1725 i Stockholm, död där den 16 april 1803, var en svensk militär och målare, far till Vilhelm von Rosenheim.
von Rosenheim ingick 1744 vid fortifikationen, men trädde redan året därpå i fransk tjänst och sedan i holländsk, där han blev kapten. År 1750 utnämndes han till major i hessisk tjänst samt blev 1760 regementskvartermästare vid Dalregementet, 1761 stabskapten vid Liewens regemente, 1768 överstelöjtnant i holländsk tjänst, 1770 i svenska armén och 1775 vid Jämtlands regemente, tog avsked med överstes rang 1781. 
Han blev sedan vice landshövding i Västernorrlands län och var en tid kavaljer hos hertig Fredrik Adolf. Han adlades 1758 (han hette förut Roselius). von Rosenheim blev 1791 hedersledamot av Akademien för de fria konsterna. Han var lärjunge till Gustaf Lundberg och målade porträtt i pastell, bland dessa Sofie Hagman  (Gripsholm; porträttet har gått under Lundbergs namn) och Lorenz Pasch den yngre (1802, Konstakademien).